# Lac Lawn
Pour les articles homonymes, voir Lawn.
Le lac Lawn (en anglais : Lawn Lake) est un lac de barrage américain dans le comté de Larimer, dans le Colorado. Il est situé à 3 350 mètres d'altitude au sein du parc national de Rocky Mountain.